# Elisifs visa
"Elisifs visa" behandlar ett föregivet nunnerov under 1300-talet ur Riseberga kloster i Närke.
"Elisifs visa" anger sig själv vara författad av biskop Nicolaus Hermanni i Linköping. Icke desto mindre är det en förfalskning av senare datum, omkring eller efter 1700. 1732 utgavs den första gången av Johan Gustaf Hallman. Som misstänkta till förfalskningen har man angett Hallman och Nils Rabenius.
Visan ingår i Svenska folk-visor från forntiden som nummer 97, "Elisif Nunna i Riseberga Kloster".